# 周啓祥
周啓祥（1544年—？），字源伯，號南鶴，浙江杭州府海寧縣人，民籍，明朝政治人物。

## 生平
隆慶元年（1567年）丁卯科浙江鄉試第七十七名舉人。隆慶二年（1568年）聯捷戊辰科進士。授刑部主事，升郎中。萬曆六年（1578年）官廣東廣州府知府。

## 家族
曾祖周尚禮，壽官；祖父周易；父周甸，監生。母沈氏。严侍下。弟啓祚。